# Concordia Königsberg
Die SV Concordia Königsberg war ein Fußballverein aus der ostpreußischen Hauptstadt Königsberg. Höhepunkt der Vereinsgeschichte war die zweijährige Zugehörigkeit zur Gauliga Ostpreußen, der von 1933 bis 1945 höchsten Spielklasse in Deutschland.

## Geschichte

### 1911 bis 1933
| Saison            | Spielklasse                     | Level                     | Platz                     | Tore                      | Punkte                    |
| ----------------- | ------------------------------- | ------------------------- | ------------------------- | ------------------------- | ------------------------- |
| 1912/13           | 4. Klasse Königsberg            | IV                        | 1.                        | 35:20                     | 12:20                     |
| 1913/14           | 3. Klasse Königsberg            | III                       | 1.                        | 24:70                     | 18:40                     |
| 1914/15 – 1918/19 | kein Verbandsspielbetrieb       | kein Verbandsspielbetrieb | kein Verbandsspielbetrieb | kein Verbandsspielbetrieb | kein Verbandsspielbetrieb |
| 1919/20           | 1b-Klasse Königsberg            | II                        | 1.                        | —                         | —                         |
| 1920/21           | Bezirksliga Königsberg          | I                         | 4.                        | 04:16                     | 02:10                     |
| 1921/22           | Bezirksliga Königsberg          | I                         | 2.                        | 15:18                     | 16:80                     |
| 1922/23           | Bezirksliga Königsberg          | I                         | 3.                        | 16:18                     | 12:12                     |
| 1923/24           | Bezirksliga Königsberg          | I                         | 8.                        | 19:53                     | 05:21                     |
| 1924/25           | Bezirksliga Königsberg Frühjahr | I                         | 7.                        | 02:18                     | 04:10                     |
| 1924/25           | Bezirksliga Königsberg Übergang | I                         | 7.                        | 10:61                     | 07:21                     |
| 1925/26           | Bezirksliga Königsberg          | I                         | 7.                        | 17:57                     | 03:21                     |
| 1926/27           | Bezirksliga Königsberg          | II                        | 3.                        | 35:25                     | 17:70                     |
| 1927/28           | Bezirksliga Königsberg          | II                        | 2.                        | 41:32                     | 19:90                     |
| 1928/29           | Kreisliga Königsberg            | II                        | 4.                        | 40:39                     | 17:13                     |
| 1929/30           | Kreisliga Königsberg Abt. B     | II                        | 3.                        | 09:50                     | 07:30                     |
| 1930/31           | Abteilungsliga Königsberg       | I                         | 4.                        | 30:40                     | 10:10                     |
| 1931/32           | Abteilungsliga Königsberg       | I                         | 5.                        | 08:240                    | 02:80                     |
| 1931/32           | Relegationsrunde                |                           | 1.                        | 08:70                     | 04:20                     |
| 1932/33           | Abteilungsliga Königsberg       | I                         | 4.                        | 31:32                     | 08:12                     |
| 1933/34 a         | Abteilungsliga Königsberg       | I                         | 6.                        | 15:33                     | 05:15                     |

|  | Aufstieg |
|  | Abstieg  |

Unter den zahlreichen Mannschaften in der ostpreußischen Hansestadt spielte der 1911 unter dem Namen SC „Concordia“ (lat. für „Eintracht“) gegründete Verein keine herausragende Rolle und war bestenfalls Mittelmaß. Lediglich im Jugendfußball konnten die in ihren grün-schwarzen Trikots antretenden Concorden bei Bezirksmeisterschaften in Ostpreußen überzeugen.
Der Fußball in Nordostdeutschland zählte im Vergleich zu den übrigen Verbänden im Deutschen Reich zu den spielschwachen Fußballregionen, Mannschaften aus Ostpreußen ließen reichsweit selten aufhorchen. Selbst unter dieser schwachen Konkurrenz konnte sich Concordia Königsberg nicht hervorheben. 
Concordia spielte erstmals zehn Jahre nach ihrer Gründung in einer ersten Liga, der Kreisliga Königsberg. Der zweite Platz hinter Serienmeister VfB Königsberg war zugleich die beste Platzierung. Allerdings bestand diese „oberste Spielklasse“ lediglich aus sieben Mannschaften aus Königsberg und Ponarth, wobei sogar zwei Mannschaften von Prussia-Samland Königsberg in Konkurrenz standen. Bezeichnenderweise hatte Concordia als Vizemeister mehr Tore kassiert als selber erzielt.
1922 vereinigte sich der SC Germania Königsberg mit dem SC Concordia Königsberg zum SV Concordia Königsberg. In der folgenden Spielzeit wurde Concordia Dritte, aber 1923/24 landete man abgeschlagen auf dem achten und damit letztem Platz. Zwar blieb man der Kreisliga erhalten, verschwand aber am Ende der Saison 1924/25, nach einem enttäuschenden siebten Platz, für einige Jahre aus der oberen Fußballliga in Ostpreußen.
Erst 1930, die oberste Spielklasse hieß mittlerweile Bezirksliga Königsberg, gelang die Rückkehr ins Oberhaus. Die Debütsaison in der Bezirksliga endete mit dem 4. Platz in einer Sechserkonkurrenz, und Concordia sicherte sich mit fünf Punkten Vorsprung den Klassenerhalt.
1931/32 wurde die Liga nur in einer einfachen Punkterunde ausgetragen. Concordia konnte lediglich einen Sieg gegen den Königsberger STV verbuchen und ging ansonsten als Verlierer vom Platz. Erst in einer Relegationsrunde mit dem KSTV und den beiden Kreisklassenvertretern Polizei SV Königsberg und RSV Braunsberg sicherte man sich den Verbleib in der Bezirksliga.
Noch einmal verbuchten die Grün-Schwarzen in der Saison 1932/33 einen 4. Platz, wurden aber durch die Einführung der Gauliga Ostpreußen wieder zweitklassig.

### 1933 bis 1945
| Saison  | Spielklasse              | Level | Platz | Tore  | Punkte |
| ------- | ------------------------ | ----- | ----- | ----- | ------ |
| 1933/34 | Bezirksklasse Königsberg | II    | 1.    | 41:17 | 20:4   |
| 1934/35 | Bezirksklasse Königsberg | II    | 6.    | 22:30 | 10:14  |
| 1935/36 | Kreisklasse Königsberg   | III   | —     | —     | —      |
| 1936/37 | Bezirksklasse Königsberg | II    | 4.    | 23:24 | 12:12  |
| 1937/38 | Bezirksklasse Königsberg | II    | 4.    | 24:31 | 10:14  |
| 1938/39 | Bezirksklasse Königsberg | II    | 6.    | 28:37 | 11:17  |
| 1939/40 | Bezirksklasse Königsberg | II    | 7.    | 13:50 | 4:20   |
| 1940/41 | Bezirksklasse Königsberg | II    | 6.    | 10:50 | 4:16   |
| 1941/42 | Bezirksklasse Königsberg | II    | 6.    | 15:33 | 7:15   |
| 1942/43 | Bezirksklasse Königsberg | II    | 6.    | 23:41 | 10:14  |
| 1943/44 | Kreisklasse Königsberg B | II    | 5.    | 12:33 | 0:16   |

|  | Aufstieg |
|  | Abstieg  |

Concordia schlug sich mit wechselhaften Erfolg in der Bezirksklasse herum und stieg 1935 in die Drittklassigkeit ab. Der Wiederaufstieg gelang bereits in der folgenden Spielzeit. Nach zwei vierten Plätzen 1937 und 1938 verschwand Concordia Königsberg endgültig in den unteren Bereich der Bezirksklasse. Den Concorden fehlten in ihrer Ligastaffel acht Punkte, um wenigstens an den Qualifikationsspielen zur Gauliga teilnehmen zu können.
Auch im Tschammer-Pokal blieb Concordia Königsberg bereits in den regionalen Ausscheidungsspielen auf der Strecke. Lediglich im Tschammerpokal 1943 erreichte die Mannschaft aus Roßgarten das Semifinale in Ostpreußen, unterlag aber dem übermächtigen VfB Königsberg mit 0:10.
Im August 1944 kam mit Beginn der alliierten Luftangriffe das Vereinsleben in Königsberg zum Erliegen. Mit der Besetzung Königsbergs im April 1945 durch die Rote Armee und der anschließenden Flucht und Vertreibung der verbliebenen deutschen Bevölkerung hörte der Verein auf zu bestehen.

## Spielstätte
Concordia Königsberg spielte bereits vor 1919 auf dem Herzogsacker an der Litauer Wallstraße. Den ehemaligen Exerzierplatz im Stadtteil Roßgarten teilte Concordia mit anderen Fußball- und Handballvereinen. 

## Bekannte Namen
- Helmut Behrendt (1904–1985), Generalsekretär des Nationalen Olympischen Komitees der DDR, 1919–1922 Fußballspieler bei Concordia.[2]